# Alberto Leopoldo di Baviera
Alberto Leopoldo di Baviera, in tedesco Albrecht Luitpold Ferdinand Michael Herzog von Bayern (Monaco di Baviera, 3 maggio 1905 – Starnberg, 8 luglio 1996), è stato un principe tedesco, figlio di Rupprecht, principe ereditario di Baviera e della sua prima moglie Maria Gabriella in Baviera.

## Biografia

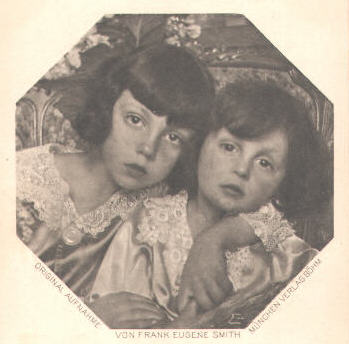
Alberto Leopoldo col fratello maggiore, morto prematuramente, Luitpold Maximilian Ludwig Karl

Nato nel 1905, fu l'unico figlio della coppia a superare l'adolescenza. Suo nonno paterno fu il re Ludovico III di Baviera, ultimo sovrano del regno, deposto nel 1918.
La sua famiglia, della quale il padre Rupprecht era capo dopo la morte di Ludovico III, era fermamente antinazista, tanto che nel 1940 Alberto con i propri congiunti abbandonò la Germania per rifugiarsi a Sárvár, nella provincia di Vas in Ungheria, appena oltre il confine. Nell'ottobre 1944, dopo l'occupazione tedesca dell'Ungheria, i Wittelsbach furono arrestati e deportati nel campo di concentramento di Sachsenhausen (Oranienburg). Con l'approssimarsi dell'Armata Rossa furono trasferiti nel campo di concentramento di Dachau nell'aprile 1945, dove furono liberati dall'esercito statunitense.
Albrecht divenne capo della Casata alla morte del padre il 2 agosto 1955: da quella data venne considerato dai Giacobiti Re d'Inghilterra, Scozia, Irlanda e Francia, nell'ottica della Successione Giacobita. Lui stesso però non ha mai avanzato pretese su questi titoli.
Alla sua morte, avvenuta nel 1996, il ruolo di capo della casata Wittelsbach è passato al figlio Francesco.

## Matrimonio e discendenza
Il 3 settembre 1930, Alberto sposò la Contessa ungherese Maria Franziska Juliana Johanna Draskovich de Trakostjan (1904–1969), discendente degli Asburgo tramite la madre Maria principessa di Montenuovo, la cui bisnonna era Maria Luisa d'Austria, duchessa di Parma e Imperatrice dei francesi (moglie di Napoleone). Da questo matrimonio nacquero quattro figli:
- Principessa  Marie Gabriele Antonia José (nata nel 1931). Sposò Sua Altezza Illustrissima Georg, Principe (Fürst) von Waldburg zu Zeil und Trauchburg (1928-2015) ed ebbero sei figli:
  - Contessa (Gräfin) Maria Walburga von Waldburg zu Zeil und Trauchburg (nata nel 1958); sposa nel 1986 Carl, Barone (Freiherr) von Lerchenfeld (1958), con discendenza.
  - Contessa Maria Gabriele von Waldburg zu Zeil und Trauchburg (nata nel 1959)
  - Contessa Maria Monika von Waldburg zu Zeil und Trauchburg (nata nel 1961); sposa nel 1987 Christoph, Conte (Gräf) Schenk von Stauffenberg (1950), con discendenza.
  - Erich, (Fürst) von Waldburg zu Zeil und Trauchburg (nato nel 1962); sposa nel 1988 Mathilde, Duchessa di Württemberg (1962), con discendenza.
  - Contessa Maria Adelheid von Waldburg zu Zeil und Trauchburg (nata nel 1964); sposa nel 1989 Max Emanuel, Conte (Gräf) von Rechberg und Rothenlöwen zu Hohenrechberg (1959).
  - Contessa Maria Elisabeth von Waldburg zu Zeil und Trauchburg (nata nel 1966); sposa nel 1990 Engelbert, Principe (Prinz) von Croÿ (1962).
- Principessa Marie Charlotte Juliana (1931-2018, gemella di Gabriele). Sposò Sua Altezza Illustrissima Paul, Principe (Fürst) von Quadt zu Wykradt und Isny (1930-2011) ed ebbero quattro figli:
  - Alexander, Fürst von Quadt zu Wykradt und Isny (nato nel 1958); sposa 1992 Martina Keil (1960), con discendenza.
  - Contessa Maria-Anna von Quadt zu Wykradt und Isny (nata nel 1960); sposa nel 1991 Alexander, Conte (Gräf) Schenk von Stauffenberg (1954), con discendenza.
  - Contessa Maria Georgina von Quadt zu Wykradt und Isny (nata nel 1962); sposa nel 1985 Peter, Conte (Gräf) von Eltz gen. Faust von Stromberg (1948), con discendenza.
  - Conte Bertram von Quadt zu Wykradt und Isny (nato nel 1966)
- Francesco, duca di Baviera (nato il 14 luglio 1933)
- Max-Emanuel Ludwig Maria, duca in Baviera (nato nel 1937). Sposò la contessa svedese Elisabeth Christina Douglas (nata nel 1940) ed ebbero cinque figlie femmine che detengono il titolo di Principessa di Baviera, Duchessa in Baviera.
  - Duchessa Sophie Elisabeth Marie Gabrielle in Baviera (nata il 28 ottobre 1967). Ha sposato Luigi, Principe Ereditario del Liechtenstein
  - Duchessa Marie Caroline Hedwig Eleonore in Baviera (nata nel 1969).  Ha sposato il Duca Philipp di Württemberg
  - Duchessa Helene Eugenie Maria Donatha Mechthild in Baviera (nata nel 1972)
  - Duchessa Elizabeth Marie Charlotte Franziska in Baviera (nata nel 1973). Ha sposato Daniel Terberger
  - Duchessa Maria Anna Henriette Gabrielle Julia in Baviera (nata nel 1973). Ha sposato Klaus Runow, dal quale ha divorziato nel 2015. Ha sposato in seconde nozze il barone Andrea di Maltzan.

Nel 1971, due anni dopo la morte della moglie, Alberto sposò la contessa Marie-Jenke Clara Clementine Antonia Stephanie Walburga Paula Keglevich de Buzin (1921–1983), dalla quale non ebbe figli.

## Ascendenza
|                                        |                                  |                                           | Genitori                                    |  |  | Nonni |  |  | Bisnonni            |  |  | Trisnonni             |  |
|                                        |                                  |                                           |                                             |  |  |       |  |  | Luitpold di Baviera |  |  | Ludovico I di Baviera |  |
|                                        |                                  |                                           |                                             |  |  |       |  |  | Luitpold di Baviera |  |  | Ludovico I di Baviera |  |
|                                        |                                  | Teresa di Sassonia-Hildburghausen         |                                             |  |  |       |  |  | Luitpold di Baviera |  |  |                       |  |
| Ludovico III di Baviera                |                                  |                                           |                                             |  |  |       |  |  | Luitpold di Baviera |  |  |                       |  |
|                                        |                                  | Augusta Ferdinanda d'Asburgo-Toscana      | Leopoldo II di Toscana                      |  |  |       |  |  |                     |  |  |                       |  |
|                                        |                                  | Augusta Ferdinanda d'Asburgo-Toscana      | Leopoldo II di Toscana                      |  |  |       |  |  |                     |  |  |                       |  |
|                                        |                                  | Augusta Ferdinanda d'Asburgo-Toscana      | Maria Anna Carolina di Sassonia             |  |  |       |  |  |                     |  |  |                       |  |
| Rupprecht di Baviera                   |                                  | Augusta Ferdinanda d'Asburgo-Toscana      |                                             |  |  |       |  |  |                     |  |  |                       |  |
|                                        |                                  | Ferdinando Carlo Vittorio d'Asburgo-Este  | Francesco IV di Modena                      |  |  |       |  |  |                     |  |  |                       |  |
|                                        |                                  | Ferdinando Carlo Vittorio d'Asburgo-Este  | Francesco IV di Modena                      |  |  |       |  |  |                     |  |  |                       |  |
|                                        |                                  | Ferdinando Carlo Vittorio d'Asburgo-Este  | Maria Beatrice di Savoia                    |  |  |       |  |  |                     |  |  |                       |  |
| Maria Teresa Enrichetta d'Asburgo-Este |                                  | Ferdinando Carlo Vittorio d'Asburgo-Este  |                                             |  |  |       |  |  |                     |  |  |                       |  |
|                                        |                                  | Elisabetta Francesca d'Asburgo-Lorena     | Giuseppe Antonio Giovanni d'Asburgo-Lorena  |  |  |       |  |  |                     |  |  |                       |  |
|                                        |                                  | Elisabetta Francesca d'Asburgo-Lorena     | Giuseppe Antonio Giovanni d'Asburgo-Lorena  |  |  |       |  |  |                     |  |  |                       |  |
|                                        |                                  | Elisabetta Francesca d'Asburgo-Lorena     | Maria Dorotea di Württemberg                |  |  |       |  |  |                     |  |  |                       |  |
| Alberto Leopoldo di Baviera            |                                  | Elisabetta Francesca d'Asburgo-Lorena     |                                             |  |  |       |  |  |                     |  |  |                       |  |
|                                        | Massimiliano Giuseppe in Baviera | Pio Augusto in Baviera                    |                                             |  |  |       |  |  |                     |  |  |                       |  |
|                                        | Massimiliano Giuseppe in Baviera | Pio Augusto in Baviera                    |                                             |  |  |       |  |  |                     |  |  |                       |  |
|                                        | Massimiliano Giuseppe in Baviera | Amalia Luisa di Arenberg                  |                                             |  |  |       |  |  |                     |  |  |                       |  |
| Carlo Teodoro in Baviera               | Massimiliano Giuseppe in Baviera |                                           |                                             |  |  |       |  |  |                     |  |  |                       |  |
|                                        |                                  | Ludovica di Baviera                       | Massimiliano I Giuseppe di Baviera          |  |  |       |  |  |                     |  |  |                       |  |
|                                        |                                  | Ludovica di Baviera                       | Massimiliano I Giuseppe di Baviera          |  |  |       |  |  |                     |  |  |                       |  |
|                                        |                                  | Ludovica di Baviera                       | Carolina di Baden                           |  |  |       |  |  |                     |  |  |                       |  |
| Maria Gabriella in Baviera             |                                  | Ludovica di Baviera                       |                                             |  |  |       |  |  |                     |  |  |                       |  |
|                                        |                                  | Michele del Portogallo                    | Giovanni VI del Portogallo                  |  |  |       |  |  |                     |  |  |                       |  |
|                                        |                                  | Michele del Portogallo                    | Giovanni VI del Portogallo                  |  |  |       |  |  |                     |  |  |                       |  |
|                                        |                                  | Michele del Portogallo                    | Carlotta Gioacchina di Borbone-Spagna       |  |  |       |  |  |                     |  |  |                       |  |
| Maria José di Braganza                 |                                  | Michele del Portogallo                    |                                             |  |  |       |  |  |                     |  |  |                       |  |
|                                        |                                  | Adelaide di Löwenstein-Wertheim-Rosenberg | Costantino di Löwenstein-Wertheim-Rosenberg |  |  |       |  |  |                     |  |  |                       |  |
|                                        |                                  | Adelaide di Löwenstein-Wertheim-Rosenberg | Costantino di Löwenstein-Wertheim-Rosenberg |  |  |       |  |  |                     |  |  |                       |  |
|                                        |                                  | Adelaide di Löwenstein-Wertheim-Rosenberg | Agnese di Hohenlohe-Langenburg              |  |  |       |  |  |                     |  |  |                       |  |
|                                        |                                  | Adelaide di Löwenstein-Wertheim-Rosenberg |                                             |  |  |       |  |  |                     |  |  |                       |  |